# شمس‌آباد (کرمان)
شمس‌آباد، روستایی است از توابع بخش مرکزی شهرستان کرمان در استان کرمان ایران.

## جمعیت
این روستا در دهستان اختیارآباد  قرار داشته و براساس آخرین سرشماری مرکز آمار ایران که در سال ۱۳۸۵ صورت گرفته، جمعیت آن ۵۵ نفر (۱۸خانوار) بوده‌است.